# Hecamedoides litoralis
Hecamedoides litoralis är en tvåvingeart som beskrevs av Ichiro Miyagi 1977. Hecamedoides litoralis ingår i släktet Hecamedoides och familjen vattenflugor. Inga underarter finns listade i Catalogue of Life.